# Feralia Planitia
Feralia Planitia är den tredje största kratern på asteroiden 4 Vesta efter Rheasilvia och Veneneia. Den är väsentligt äldre än Rheasilvia och 270 kilometer i diameter och befinner sig vid latitud -10,5° – 16,74° och longitud 72,41° – 133,23°.

## Namngivning
Kratern har fått namn efter den gamla romerska alla själars dag (21 februari), när familjerna hedrade sina döda. 